# Yukata
Yukata (浴衣?) este un fel de kimono care se poartă vara. Spre deosebire de kimono, care este făcut din mătase, yukata este de obicei confecționată din bumbac sau din fibre sintetice, și este fără căptușeală.

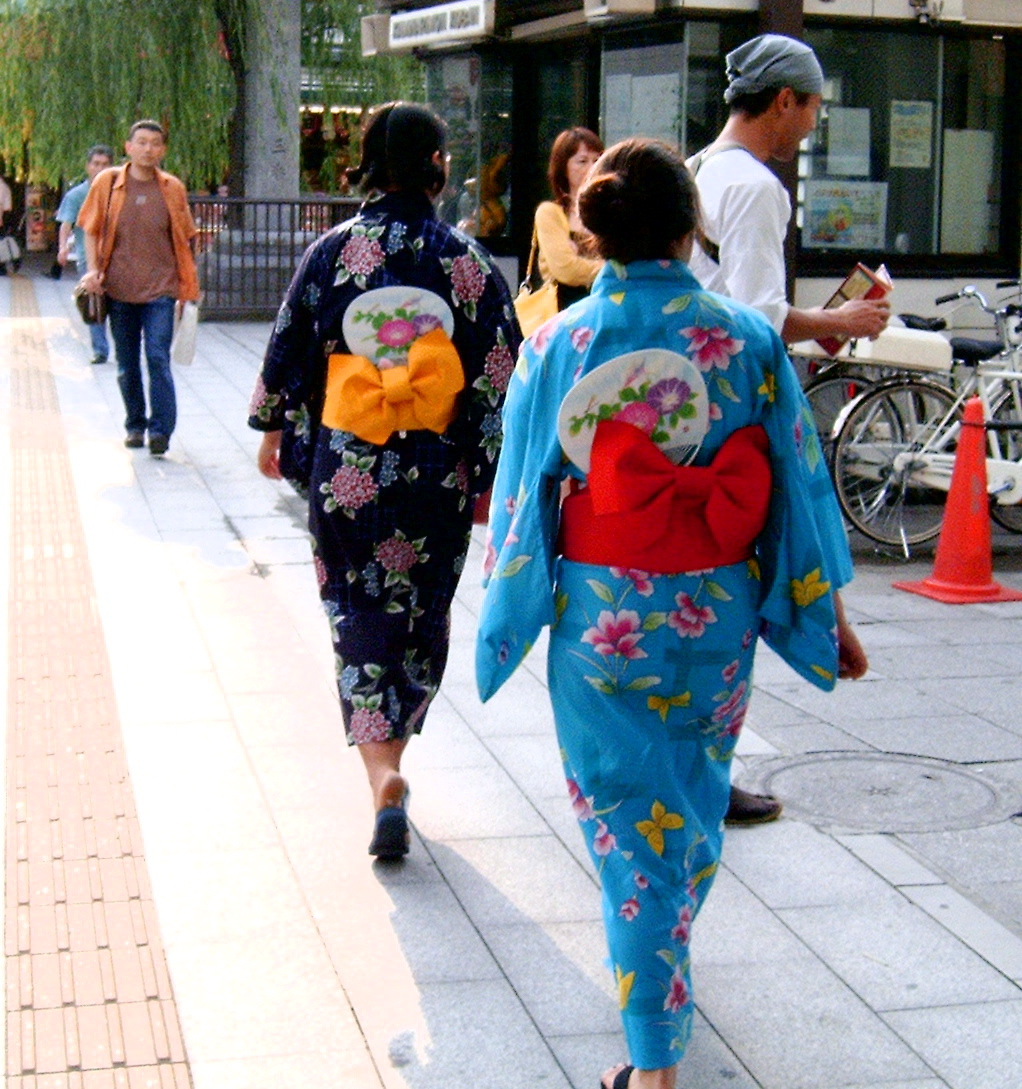
Fete purtând yukata

Persoane purtând yukata pot fi deseori văzute la festivalurile de focuri de artificii sau la alte evenimente și festivaluri care au loc vara în Japonia. Yukata este folosită și ca un fel de halat de baie la băile termice onsen. Cu toate că nu este folosită doar după sau înainte de baie, yukata înseamnă literal haină de baie.

## Etimologie
Cuvântul yukata este o prescurtare a cuvântului 湯帷子 (yukatabira), care la rândul său vine de la 湯 (yu: „apă caldă”) și 帷子 (katabira: „halat de vară”).

## Materiale și mode
Ca și alte haine japoneze tradiționale, yukata este făcută cu mâneci largi și cusături drepte.
În mod tradițional era făcută din material de culoare indigo, dar actualmente poate fi găsită într-o varietate de culori, ca și cu kimonoul, cu cât persoana care o poartă este mai tânără, cu atât culorile sunt mai vii și desenul pe stofă este mai îndrăzneț.

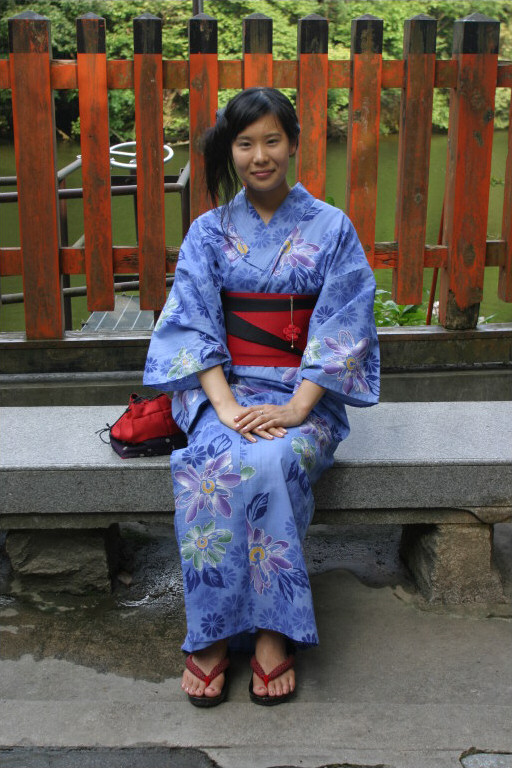
Tânără japoneză în yukata la Kyoto, Japonia

Yukata este purtată atât de bărbați cât și de femei.
În cazul bărbaților, luptătorii sumo sunt cei mai vizibili, deoarece sunt deseori văzuți în public purtând yukata.

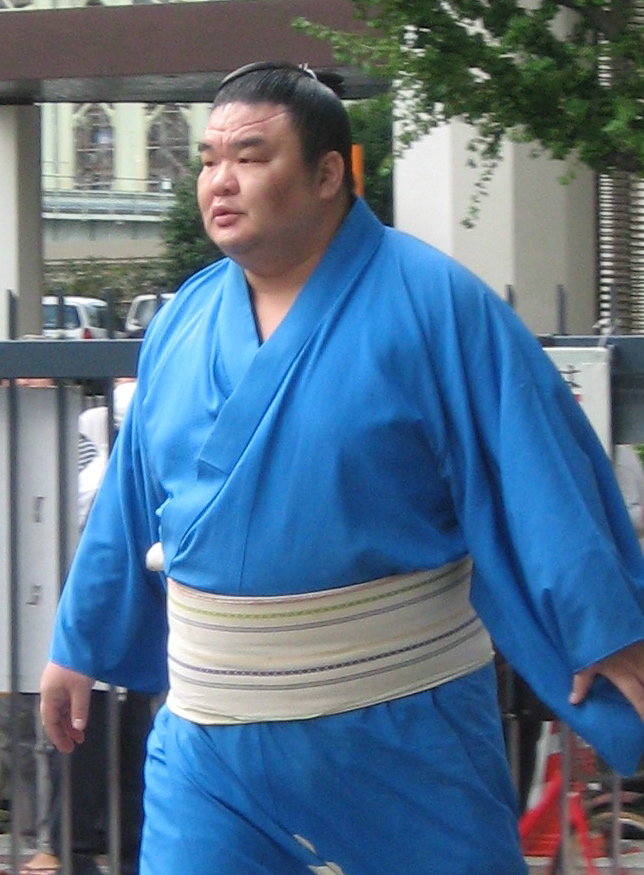
Luptătorul sumo Tamakasuga purtând yukata